# 桑维亮
桑维亮（1962年12月—），男，汉族，贵州安龙人，中华人民共和国政治人物，现任贵州省人大常委会副主任。